# Богочеловечество
Богочелове́чество — понятие русской христианской философии, которое означает идеальное состояние человечества как завершение земного исторического процесса, а также заключается в уподоблении отдельного человека Богу как предел развития личного совершенства человека. Термин восходит к христианскому учению о «Богочеловеке» Иисусе Христе — учению о «неслитном, неизменном, нераздельном, непреложном» единстве его божественной и человеческой природы.
Идея богочеловечества получила философскую интерпретацию в работах Владимира Соловьёва, главным образом в Чтениях о богочеловечестве:

...Старая традиционная форма религии исходит из веры в Бога, но не проводит этой веры до конца. Современная внерелигиозная цивилизация исходит из веры в человека, но и она остается непоследовательною, — не проводит своей веры до конца; последовательно же проведенные и до конца осуществленные обе эти веры — вера в Бога и вера в человека — сходятся в единой полной и всецелой истине Богочеловечества.— Соловьёв В. С., Чтения о богочеловечестве, Чтение второе
Воплощение для автора является не единичным фактом явления Богочеловека Иисуса, а постоянным процессом, происходящим в душе человека и ведущий всё человечество к спасению. Богочеловечество, по Соловьёву, заключается в становлении «свободно-разумной личности», которая отрицает в себе злую волю, осознаёт себя частью универсальной личности и постоянно соотносится с последней. Поднимаясь к богочеловечеству, люди вместе с тем поднимают и природу, которая в конце концов обратится в светлую телесность «царства очищенных духом». Идея богочеловества, вытесняя самодовлеющий гуманизм европейской культуры, одухотворит общество, социальные отношения и приведёт к «всеединству» как идеальному строю мира «вселенской культуры».
Для Николая Бердяева богочеловечество — это возможность лишь как «символика духовного опыта», как предельный символ человеческих возможностей, показывающий перспективы будущего. Это мечта, которая сопровождает, по Бердяеву, человечество, стремящееся к «истине — смыслу собственного существования и свободе». «Миф Богочеловечества Христа», по словам Бердяева, — это удачно найденное название пронизанности телесного духовным и творческим, а также знак возможностей расширять достоинство и свободу человека.
Аспекты идеи богочеловечества разрабатывались также Евгением Трубецким, Сергеем Булгаковым и Николаем Лосским.